# 중절식

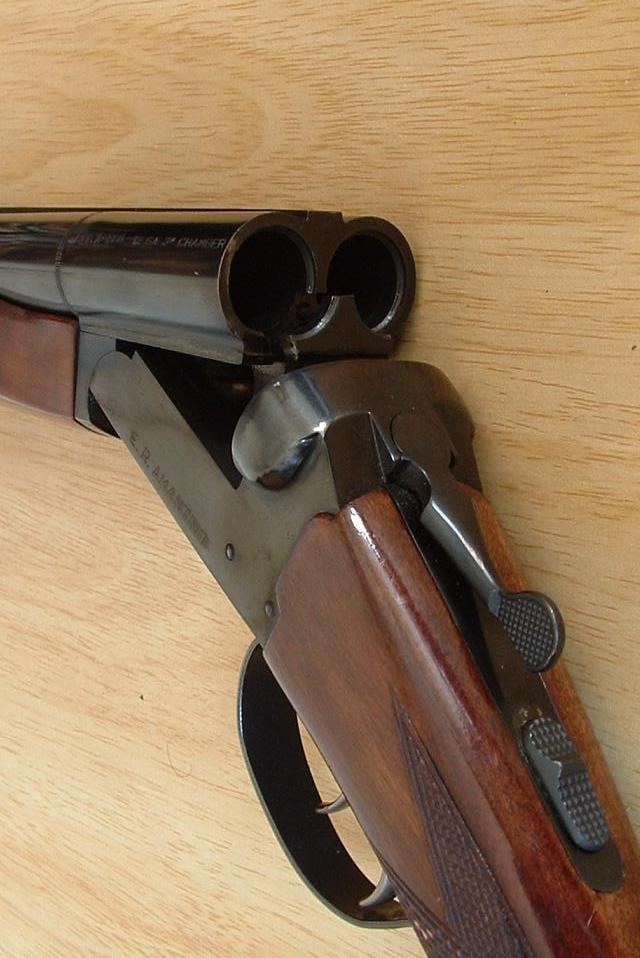
전형적인 수평 이련식 산탄총의 중절식의 동작. 약실 개방에 따라, 환기 장치가 보인다. 약실 개폐 레버 및 안전 장치도 명확히 판별할 수 있다.

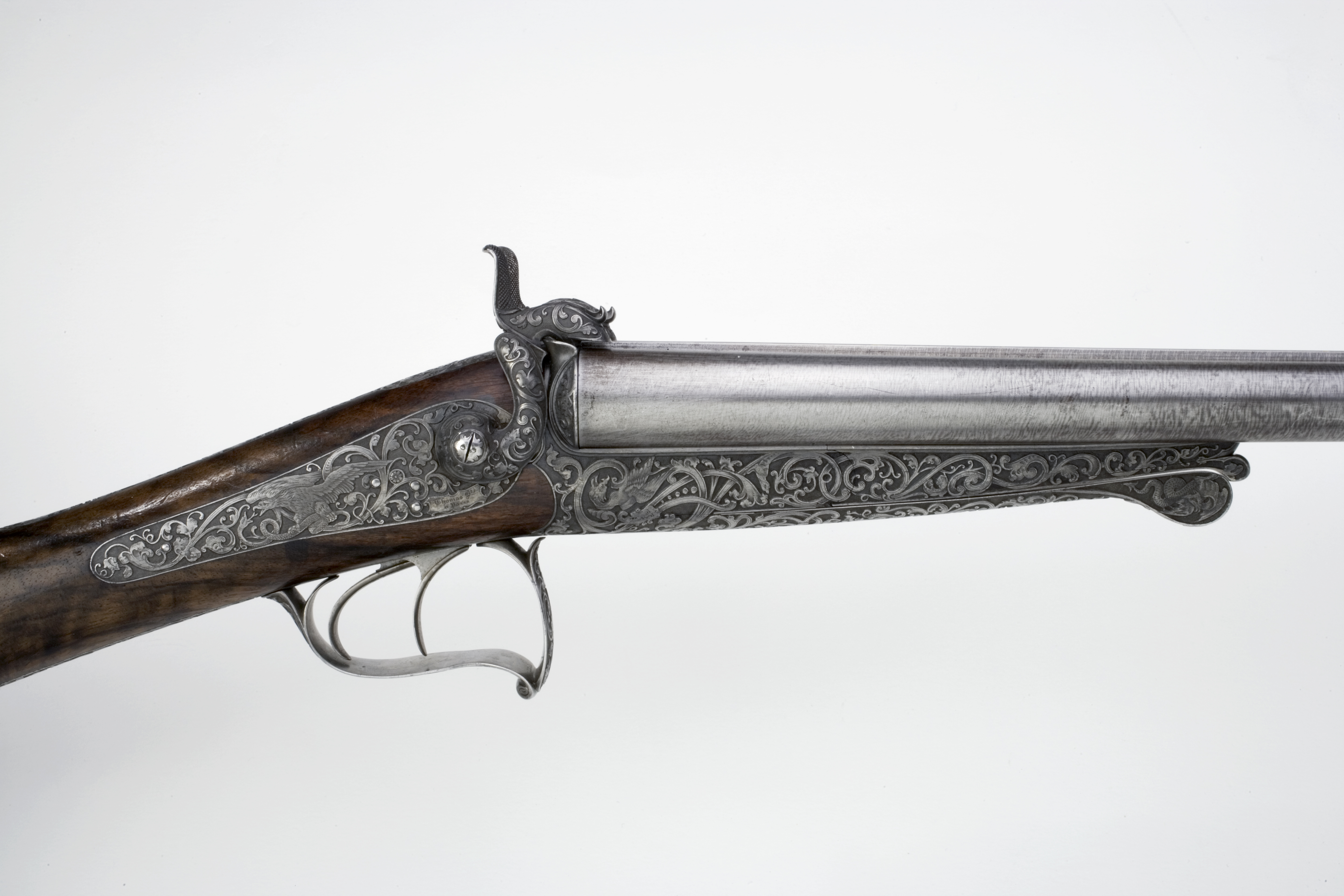
1860년대에 생산된 수평 이련총. 격철이 외부에 노출해, 좌우의 총신을 쏘고 분리하기 위하여 방아쇠를 2개 가진 구조.

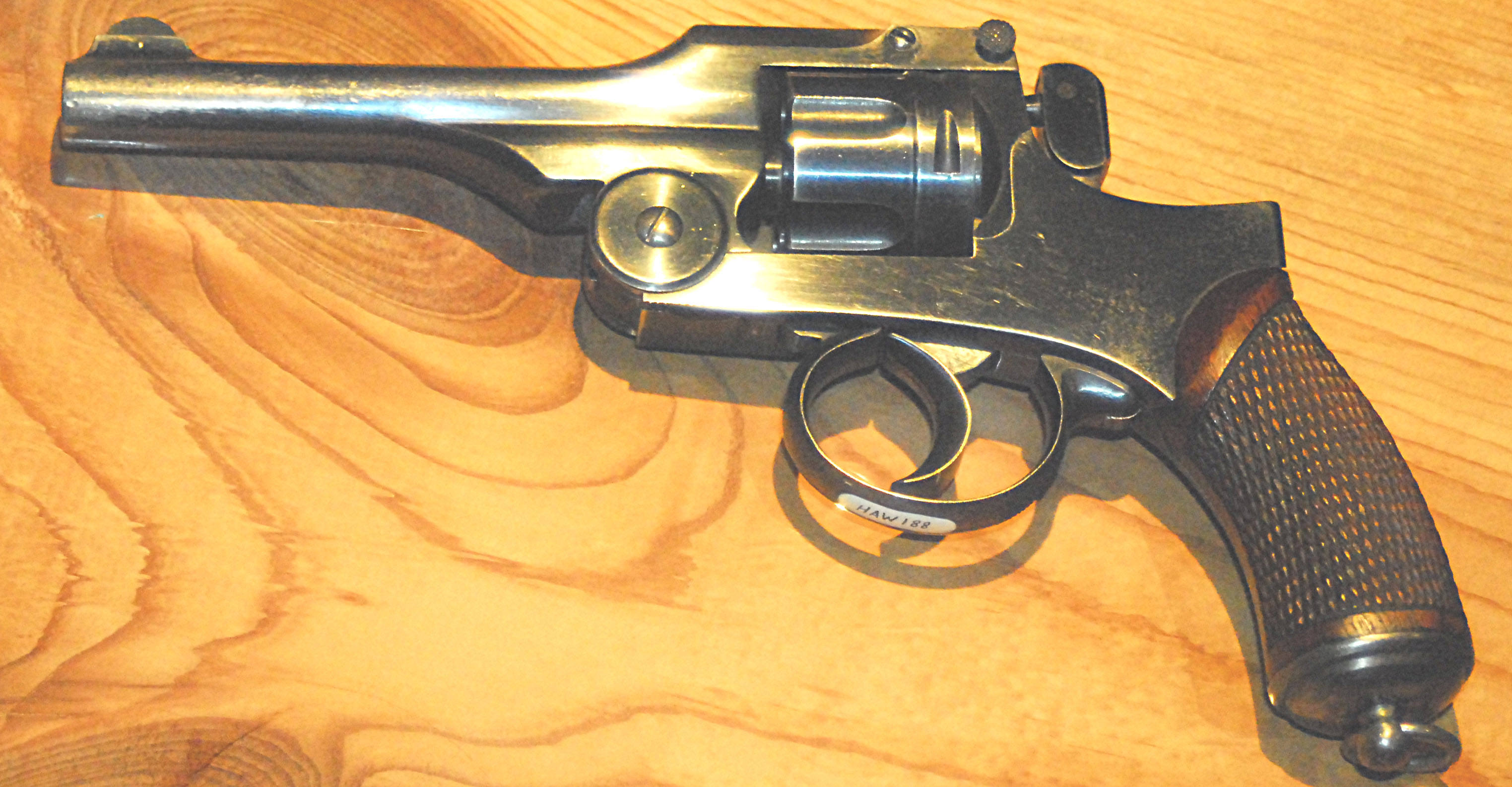
중절식 회전 권총의 일례, 26년식 권총

중절식 (中折式)은 총포신에 경첩을 갖는 총을 나타내는 방식이며, 후장을 총강의 중심 축에 대해 수직으로 회전시키는 일로 탄약 장전 및 배출한다. 총에서는 이 동작과는 별도로 공이치기를 당기는 작업이 다음 탄 발사 전에 필요한 경우가 있다. 중절식은 이련 산탄총, 이련 소총, 복합 소총에 있는 보편적인 방식이며, 나아가서는 소총·권총·산탄총이나 신호 권총, 유탄 발사기, 공기총 외에도 몇 가지 리볼버 설계에도 보인다.

## 다른 긴 총 작동
- 볼트 액션
- 레버 액션
- 펌프 액션